# NGC 4885
NGC 4885 (również PGC 44781) – galaktyka spiralna (S/P), znajdująca się w gwiazdozbiorze Panny. Odkrył ją John Herschel 19 lutego 1830 roku.
W galaktyce tej zaobserwowano supernową SN 2003cb.